# Мохарач
Мохарач је језеро смештено североисточно од Ердевика, општина Шид. Језеро се протеже правцем североисток—југозапад у дужини од око 2 километра, смештено је на надморској висини од 123 метара, а заузима површину од око 55 хектара. Настало је преграђивањем долине потока Мохарач браном дужине 270 и висине 16 метара. Мохарач је окружен обрадивим земљиштем на чијој су површини заступљене житарице и винова лоза. Обале језера су благо стрме и ниске, а североисточни део језера окружује национални парк Фрушка гора, па је тај и околни део језера под другим степеном заштите. 